# Neomerinthe amplisquamiceps
Neomerinthe amplisquamiceps és una espècie de peix pertanyent a la família dels escorpènids.

## Descripció
- Fa 16,2 cm de llargària màxima.[5][6]

## Hàbitat
És un peix marí, demersal i de clima tropical que viu a la plataforma continental.

## Distribució geogràfica
Es troba a Malàisia, les Filipines, Indonèsia (el mar de Timor), el mar d'Arafura, Papua Nova Guinea i el nord-oest d'Austràlia.

## Costums
És bentònic.

## Observacions
És inofensiu per als humans.